# Arbanitis papillosus
Espèce
Synonymes
- Misgolas papillosus (Rainbow & Pulleine, 1918)

Arbanitis papillosus est une espèce d'araignées mygalomorphes de la famille des Idiopidae.

## Distribution
Cette espèce est endémique du Queensland en Australie. Elle a été découverte sur le mont Tamborine.

## Description
La carapace de la femelle mesure 10,2 mm de long sur 7,7 mm et l'abdomen 12,4 mm de long sur 9,6 mm.

## Publication originale
- Rainbow & Pulleine, 1918 : Australian trap-door spiders. Records of the Australian Museum, vol. 12, p. 81-169 (texte intégral).